# Rottmoos (Wasserburg am Inn)
Das Dorf Rottmoos ist ein Gemeindeteil der  Stadt Wasserburg am Inn im oberbayerischen Landkreis Rosenheim. Die frühere Bezeichnung der Ortschaft lautete Riedmair.

## Geografie
Rottmoos befindet sich etwa zweieinhalb Kilometer westnordwestlich von Wasserburg und liegt auf einer Höhe von 493 m ü. NHN.

## Geschichte
Durch die Verwaltungsreformen  zu Beginn des 19. Jahrhunderts im Königreich Bayern wurde der Ort ein Bestandteil der Landgemeinde Attel, zu der auch die Gemeindeteile  Attlerau, Au, Edgarten, Elend, Gabersee, Gern, Heberthal, Kobl, Kornberg, Kroit, Limburg, Osterwies, Reisach, Reitmehring, Seewies, Staudham und Viehhausen gehörten. Im Zuge der kommunalen Gebietsreform in Bayern in den 1970er-Jahren wurde Rottmoos im Jahr 1978 zusammen mit dem größten Teil der Gemeinde Attel in die Stadt Wasserburg eingegliedert. Im Jahr 2012 zählte Rottmoos 58 Einwohner.

## Verkehr
Die Anbindung an das öffentliche Straßennetz wird durch mehrere Gemeindestraßen hergestellt, die Rottmoos unter anderem mit der etwa 200 Meter südöstlich des Ortes vorbeiführenden Bundesstraße 15 verbinden.